# Krazy (bài hát)
"Krazy" là đĩa đơn đầu tiên từ Rebelution, album phòng thu thứ tư của nam ca sĩ nhạc rap người Mỹ Pitbull. Trong ca khúc có sự góp giọng của Lil Jon. Ca khúc lọt vào bảng xếp hạng Billboard Hot 100 của Mỹ tại vị trí #30. "Krazy" có sử dụng một đoạn nhạc mẫu từ một ca khúc phát hành năm 2007 của Federico Franchi, "Cream". Ngoài ra cũng có một đoạn trong "Krazy" được lấy từ một ca khúc cũ của chính Pitbull, "Toma".

## Danh sách ca khúc
- Tải kỹ thuật số

1. "Krazy" (hợp tác với Lil Jon) - 3:48

- Tải kỹ thuật số (bản tiếng Tây Ban Nha)

1. "Krazy" (Spanish Version) (hợp tác với Lil Jon) - 3:48

## Video âm nhạc
Video âm nhạc cho "Krazy" được công chiếu lần đầu tiên trên Yahoo! Music vào ngày 15 tháng 10 năm 2008. Fat Joe, Rick Ross, Hurricane Chris đều là những khách mời xuất hiện trong video. Cho tới nay video đã đạt được hơn 30 triệu lượt xem trên kên YouTube chính thức của Pitbull.

## Xếp hạng và chứng nhận
| Bảng xếp hạng (2008-09)                           | Vị trí cao nhất |
| ------------------------------------------------- | --------------- |
| Úc (ARIA)                                         | 38              |
| Canada (Canadian Hot 100)                         | 70              |
| Thụy Sĩ (Schweizer Hitparade)                     | 59              |
| Hoa Kỳ Billboard Hot 100                          | 30              |
| US Bubbling Under R&B/Hip-Hop Singles (Billboard) | 15              |
| Hoa Kỳ Hot Rap Songs (Billboard)                  | 11              |

| Quốc gia                                  | Chứng nhận | Số đơn vị/doanh số chứng nhận |
| ----------------------------------------- | ---------- | ----------------------------- |
| Hoa Kỳ (RIAA)                             | Vàng       | 0^                            |
| ^ Chứng nhận dựa theo doanh số nhập hàng. |            |                               |